# Banda Gaites Conceyu de Siero
La Banda Gaites Conceyu de Siero se presentó al público en mayo de 2005 de la mano de su fundador y director Eugenio Otero Vega, reconocido maestro gaitero dentro y fuera de Asturias. 
Su programa musical abarca desde el repertorio tradicional asturiano, piezas de composición propia, así como obras incluidas en el repertorio clásico de lugares como Bretaña, Canadá o Escocia, todos ellos habitualmente presentes en los festivales internacionales de gaita. Y todo ello, luciendo el tradicional traje de gala de la zona centro de Asturias.
Pero al margen del objetivo de formación de nuevos instrumentistas, la Banda Gaites Conceyu de Siero, ha venido participando desde sus inicios en eventos, tanto de carácter nacional, como internacional: Festival de Bandes de Gaites “Villa de Xixón”, o la Feria del Libro y el Disco en Euskera, de Durango (Vizcaya), habiendo representado a Asturias en el Festival de Saint Loup et la Danse Bretonne de Guingamp (Bretaña, ediciones de 2008 y 2011).
Formada por casi una veintena de jóvenes instrumentistas, son casi todos ellos procedentes del magisterio de la Fundación Municipal de Cultura de Siero, a partir de los cursos a tal efecto convocados.
A partir de su experiencia en la participación de estos eventos, la Banda Gaites Conceyu de Siero, se propone la tarea organizativa de proyectos tales como el Festival de Gaites del Carmín, el Festival de Bandes de Gaites de Santa Isabel, de Lugones (Siero) o los Alcuentros de Bandes de Gaites de El Berrón, y, con la cobertura de la Fundación Municipal de Cultura de Siero, el Festival Siero Folk.
Igualmente, ha tenido el privilegio de compartir escenario con, entre otras formaciones de prestigio, la Bagad Roñsed-Mor de Locoal-Mendon (Bretaña), con la Banda de Gaitas A Carballeira (Orense), o con la Banda de Gaitas Ginzo de Limia (Orense). Al mismo tiempo, junto a solistas de la altura de Patrick Molard, Fred Morrison y Jarlath Henderson.
En 2012 exhibió su primer concierto de larga duración, Mirando a Asturies I, con acompañamiento de diversos músicos, durante las Fiestas del Carmín, en el Teatro Auditorio de Pola de Siero. Un año más tarde, presentó Mirando a Asturies II que, celebrado en agosto de 2013 en el Parque de la Acebera, en Lugones, llevaron a cabo recién llegados de participar en el Festival Interceltic de Lausana (Suiza).
En marzo de 2014, una parte de los miembros de la agrupación sierense, formó parte de la Delegación de Asturias presente en los actos festivos de San Patricio (Nueva York), conjuntamente con la Banda de Gaites Villa de Xixón.
En el año 2016, con motivo de su décimo aniversario presentó el CD “L´Espoxigue”, un repaso de la trayectoria musical hasta entonces cosechada. La presentación se realizó en el Auditorio de Pola de Siero y además, en el Festival veraniego de Benia de Onís. 
En estos últimos años, la banda ha conseguido seguir creciendo y acercándose a nuevos festivales de gran importancia, como el festival Folkomillas en Comillas, o el Festival de Bandas de Tomiño entre otros. Para este 2018, la Banda Gaites Conceyu de Siero tiene entre sus objetivos la creación de su propio festival. 
Actualmente, la dirección de la Banda corre a cargo de Fernando Vázquez Cárcaba en el apartado de gaitas y de Simón San José Lozano en el apartado de percusión. Además, en la presidencia, Eugenio Otero Vega. 
La instrumentación usada por la Banda se compone de:
- Gaitas en Do (C4) de los artesanos Alberto F. Velasco, y David López García.
- Gaita en Sol bajo (G3) del artesano David López García.
- Bombardas bretonas en Do.
- Cajas de alta tensión Pearl.
- Timbal Pearl.
- Bombo Premier.

- Datos: Q20893783